# الحجافير الازهور (السبرة)

تعديل مصدري - تعديل

الحجافير الازهور محلة تابعة لقرية تربه الازهور، التابعة لعزلة الازهور بمديرية السبرة إحدى مديريات محافظة إب في الجمهورية اليمنية.، بلغ تعداد سكانها 52 حسب تعداد اليمن لعام 2004.